# Poids lourds
Cet article concerne une catégorie de poids en sports de combat. Pour les véhicules de transport routier, voir Poids lourd. Pour les autres significations, voir Poids (homonymie).
Poids lourds est une catégorie de poids en sports de combat.
En boxe anglaise professionnelle, elle concerne les hommes pesant plus de 90,719 kg (200 livres) et les femmes pesant plus de 76,21 kg (168 livres). En boxe amateur masculine (olympique), la limite est fixée entre 81 et 91 kg ; la catégorie n'étant pas ouverte aux femmes.

## Boxe

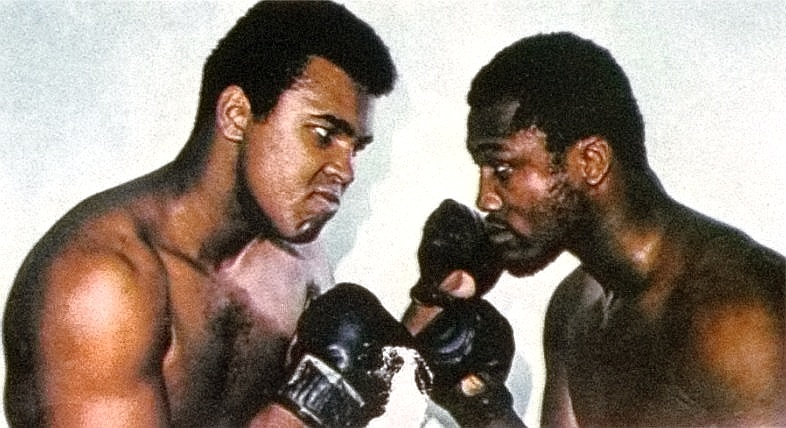
Mohamed Ali et Joe Frazier en 1974.

L'Américain John L. Sullivan est reconnu comme étant le premier boxeur champion du monde des poids lourds après sa victoire face à Paddy Ryan le 7 février 1882.

### Titre inaugural
| Organisation | Boxeur            | Date             |
| WBA/NBA      | Jack Dempsey      | janvier 1921     |
| WBC          | Sonny Liston      | 22 juillet 1963  |
| IBF          | Larry Holmes      | 11 décembre 1983 |
| WBO          | Francesco Damiani | 6 mai 1989       |

## Boxe amateur

### Champions olympiques
- Plus de 71,7 kg :
  - 1904 -  Samuel Berger
  - 1908 -  Albert Oldman
  - 1920 -  Ronald Rawson
- Plus de 79,4 kg :
  - 1924 -  Otto von Porat
  - 1928 -  Arturo Rodriguez
  - 1932 -  Santiago Lovell
  - 1936 -  Herbert Runge
- Plus de 80 kg :
  - 1948 -  Rafael Iglesias
- Plus de 81 kg :
  - 1952 -  Ed Sanders
  - 1956 -  Pete Rademacher
  - 1960 -  Franco De Piccoli
  - 1964 -  Joe Frazier
  - 1968 -  George Foreman
  - 1972 -  Teófilo Stevenson
  - 1976 -  Teófilo Stevenson
  - 1980 -  Teófilo Stevenson
- De 81 kg à 91 kg :
  - 1984 -  Henry Tillman
  - 1988 -  Ray Mercer
  - 1992 -  Félix Savón
  - 1996 -  Félix Savón
  - 2000 -  Félix Savón
  - 2004 -  Odlanier Solís
  - 2008 -  Rakhim Chakhkiev
  - 2012 -  Oleksandr Usyk
  - 2016 -  Evgeny Tishchenko
  - 2020[5] -  Julio César de la Cruz